# ラターシャに捧ぐ 〜記憶で綴る15年の生涯〜
『ラターシャに捧ぐ 〜記憶で綴る15年の生涯〜』（ラターシャにささぐ きおくでつづる15ねんのしょうがい、英語: A Love Song for Latasha）は、ソフィア・ナーリ・アリソン監督による2019年のアメリカ合衆国の短編伝記ドキュメンタリー映画である。

## 内容
15歳で殺害されたラターシャ・ハーリンズの物語が彼女の従妹のシャイニー・ハーリンズと親友のタイビー・オバードが共有する思い出を通して伝えられる。ドキュメンタリーは彼女がどのように社会を経験し、そしてどのような夢と希望を育んだかに焦点が当てられる。

## 公開
プレミア上映は2019年のトライベッカ映画祭で行われた。2020年9月21日にNetflixで配信された。

## 受賞とノミネート
| 映画祭・賞               | 授賞式開催日  | 部門                       | 対象                                           | 結果       | 参照  |
| ------------------------ | ------------- | -------------------------- | ---------------------------------------------- | ---------- | ----- |
| アカデミー賞             | 2021年4月25日 | 短編ドキュメンタリー映画賞 | ソフィア・ナーリ・アリソン、ジャニス・ダンカン | ノミネート | [ 4 ] |
| シネマ・アイ・オナーズ賞 | 2021年3月9日  | 短編ノンフィクション映画賞 | ソフィア・ナーリ・アリソン                     | ノミネート | [ 5 ] |